# Saint-Céré
Pour les articles homonymes, voir Céré.
Saint-Céré est une commune française située dans le nord-est du département du Lot en région Occitanie.
Elle est également dans le Limargue, une région naturelle occupant une dépression verdoyante entre les causses du Quercy et le Ségala quercynois.
Exposée à un climat océanique altéré, elle est notamment drainée par la Bave, un affluent de la Dordogne. Incluse dans le bassin de la Dordogne, la commune possède un patrimoine naturel remarquable composé de cinq zones naturelles d'intérêt écologique, faunistique et floristique.
Saint-Céré est une commune rurale qui compte 3 449 habitants en 2022. Elle est ville-centre de l'agglomération de Saint-Céré et fait partie de l'aire d'attraction de Biars-sur-Cère - Saint-Céré. Ses habitants sont appelés les Saint-Céréens ou  Saint-Céréennes.

## Géographie

### Localisation
La commune est située au centre d'une petite Aire urbaine, dans le Quercy au nord-est du causse de Gramat et à l'ouest du Ségala, entre Lacapelle-Marival et Bretenoux, dans la vallée de la Bave, affluent de la Dordogne, et en bordure nord du Limargue. Elle est la ville-centre de l'unité urbaine de Saint-Céré.
Située au carrefour des routes du Limousin, de l'Auvergne et du Quercy, Saint-Céré est à la fois un lieu de séjour recherché[non neutre] pour l'agrément de son site et un excellent[non neutre] point de départ pour de nombreuses promenades et excursions dans le Haut-Quercy.

### Communes limitrophes
Saint-Céré est limitrophe de sept autres communes.
Les communes limitrophes sont Belmont-Bretenoux, Frayssinhes, Saint-Jean-Lespinasse, Saint-Laurent-les-Tours, Saint-Paul-de-Vern, Saint-Vincent-du-Pendit et Saint-Jean-Lagineste.
| Belmont-Bretenoux (par un quadripoint) | Saint-Laurent-les-Tours | Frayssinhes        |
| Saint-Jean-Lespinasse                  | Saint-Céré              | Saint-Paul-de-Vern |
| Saint-Jean-Lagineste                   | Saint-Vincent-du-Pendit |                    |

### Distance des principales grandes agglomérations françaises
| Limoges   | Toulouse | Clermont-Ferrand     | Bordeaux | Poitiers | Montpellier | Lyon    | Orléans |
| --------- | -------- | -------------------- | -------- | -------- | ----------- | ------- | ------- |
| 145 km    | 182 km   | 196 km               | 251 km   | 268 km   | 281 km      | 377 km  | 411 km  |
| Marseille | Nantes   | Dijon                | Paris    | Besançon | Rennes      | Caen    | Rouen   |
| 448 km    | 490 km   | 494 km               | 535 km   | 555 km   | 603 km      | 625 km  | 655 km  |
| Reims     | Nancy    | Châlons-en-Champagne | Lille    | Metz     | Strasbourg  | Ajaccio | Bastia  |
| 669 km    | 702 km   | 709 km               | 751 km   | 756 km   | 792 km      | 798 km  | 852 km  |

### Hydrographie
La commune est arrosée par la Bave un affluent de la Dordogne, le ruisseau d'aygue vieille, le ruisseau de Mellac, le ruisseau des Calmettes et par divers autres petits cours d'eau.

### Géologie et relief
La superficie de la commune est de 1 133 hectares ; son altitude varie de 141  à   523 mètres.
Au niveau de la mairie, l'altitude de Saint-Céré est de 155 mètres. Elle évolue de 141 mètres au niveau de la Bave à 523 mètres dans la partie méridionale de la commune.

### Voies de communication et transports

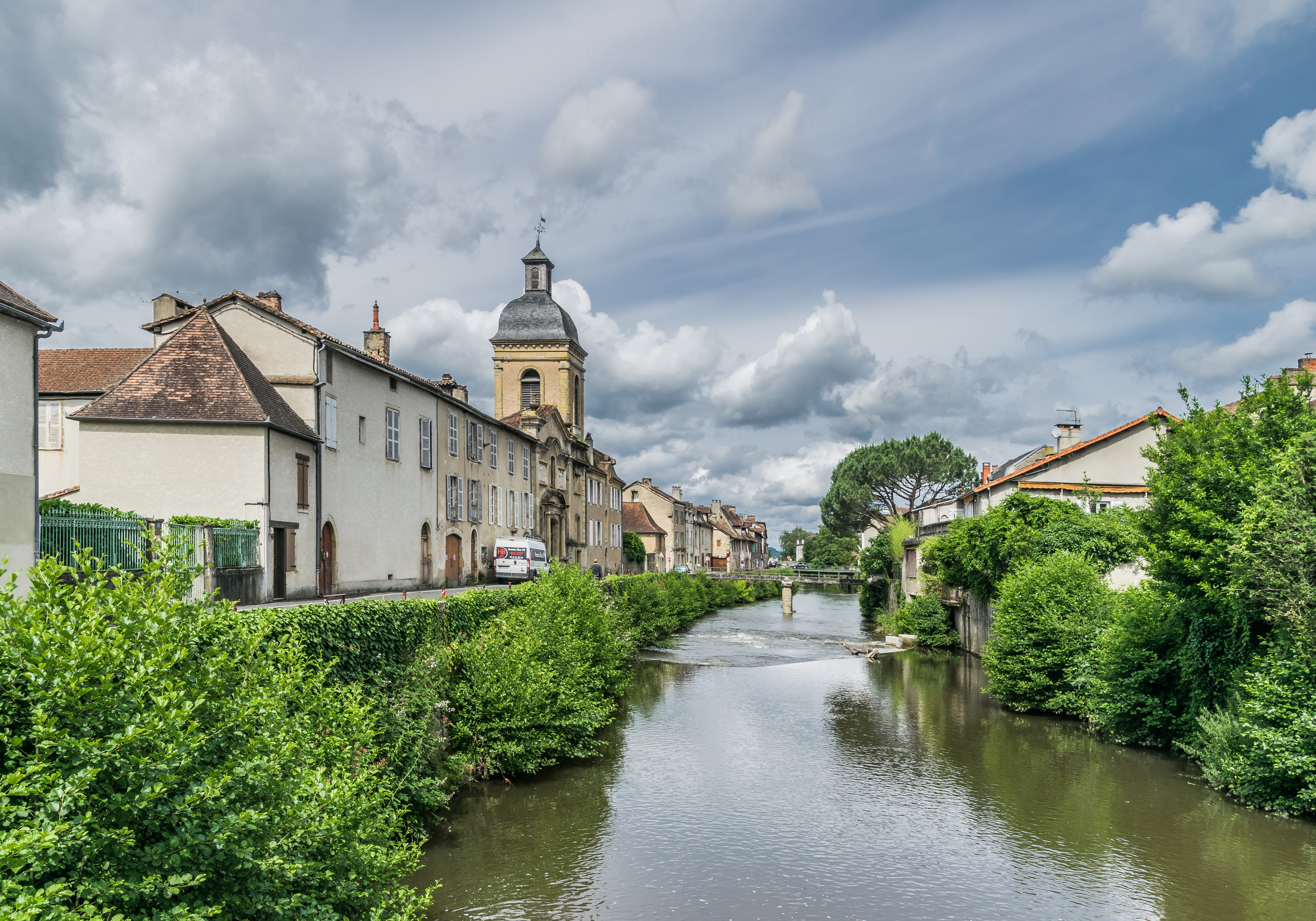
La Bave traverse Saint-Céré.

### Climat
Pour des articles plus généraux, voir Climat de l'Occitanie et Climat du Lot.
En 2010, le climat de la commune est de type climat méditerranéen altéré, selon une étude s'appuyant sur une série de données couvrant la période 1971-2000. En 2020, Météo-France publie une typologie des climats de la France métropolitaine dans laquelle la commune est exposée à un climat de montagne ou de marges de montagne et est dans la région climatique Ouest et nord-ouest du Massif Central, caractérisée par une pluviométrie annuelle de 900 à 1 500 mm, maximale en automne et en hiver.
Pour la période 1971-2000, la température annuelle moyenne est de 13 °C, avec une amplitude thermique annuelle de 15,9 °C. Le cumul annuel moyen de précipitations est de 1 041 mm, avec 11,5 jours de précipitations en janvier et 6,8 jours en juillet. Pour la période 1991-2020, la température moyenne annuelle observée sur la station météorologique la plus proche, située sur la commune de Sousceyrac-en-Quercy à 11 km à vol d'oiseau, est de 11,6 °C et le cumul annuel moyen de précipitations est de 1 299,2 mm,. Pour l'avenir, les paramètres climatiques de la commune estimés pour 2050 selon différents scénarios d’émission de gaz à effet de serre sont consultables sur un site dédié publié par Météo-France en novembre 2022.

### Milieux naturels et biodiversité

#### Espaces protégés
La protection réglementaire est le mode d’intervention le plus fort pour préserver des espaces naturels remarquables et leur biodiversité associée,.
La commune fait partie de la zone de transition du bassin de la Dordogne, un territoire d'une superficie de 1 880 258 ha reconnu réserve de biosphère par l'UNESCO en juillet 2012,.

#### Zones naturelles d'intérêt écologique, faunistique et floristique
L’inventaire des zones naturelles d'intérêt écologique, faunistique et floristique (ZNIEFF) a pour objectif de réaliser une couverture des zones les plus intéressantes sur le plan écologique, essentiellement dans la perspective d’améliorer la connaissance du patrimoine naturel national et de fournir aux différents décideurs un outil d’aide à la prise en compte de l’environnement dans l’aménagement du territoire.
Trois ZNIEFF de type 1 sont recensées sur la commune :
- les « bois des Broussiers, de Coste Longue et de Bel Castel » (378 ha), couvrant 4 communes du département[14] ;
- le « causse de Lauriol » (103 ha), couvrant 3 communes du département[15],
- les « prairies humides et rivière de la Bave » (141 ha), couvrant 11 communes du département[16] ;

et deux ZNIEFF de type 2, : 
- le « bassin de la Bave » (8 075 ha), couvrant 22 communes dont une dans le Cantal et 21 dans le Lot[17] ;
- le « cours inférieur de la Bave » (56 ha), couvrant 8 communes du département[18].

Cartes des ZNIEFF de type 1 et 2 à Saint-Céré.
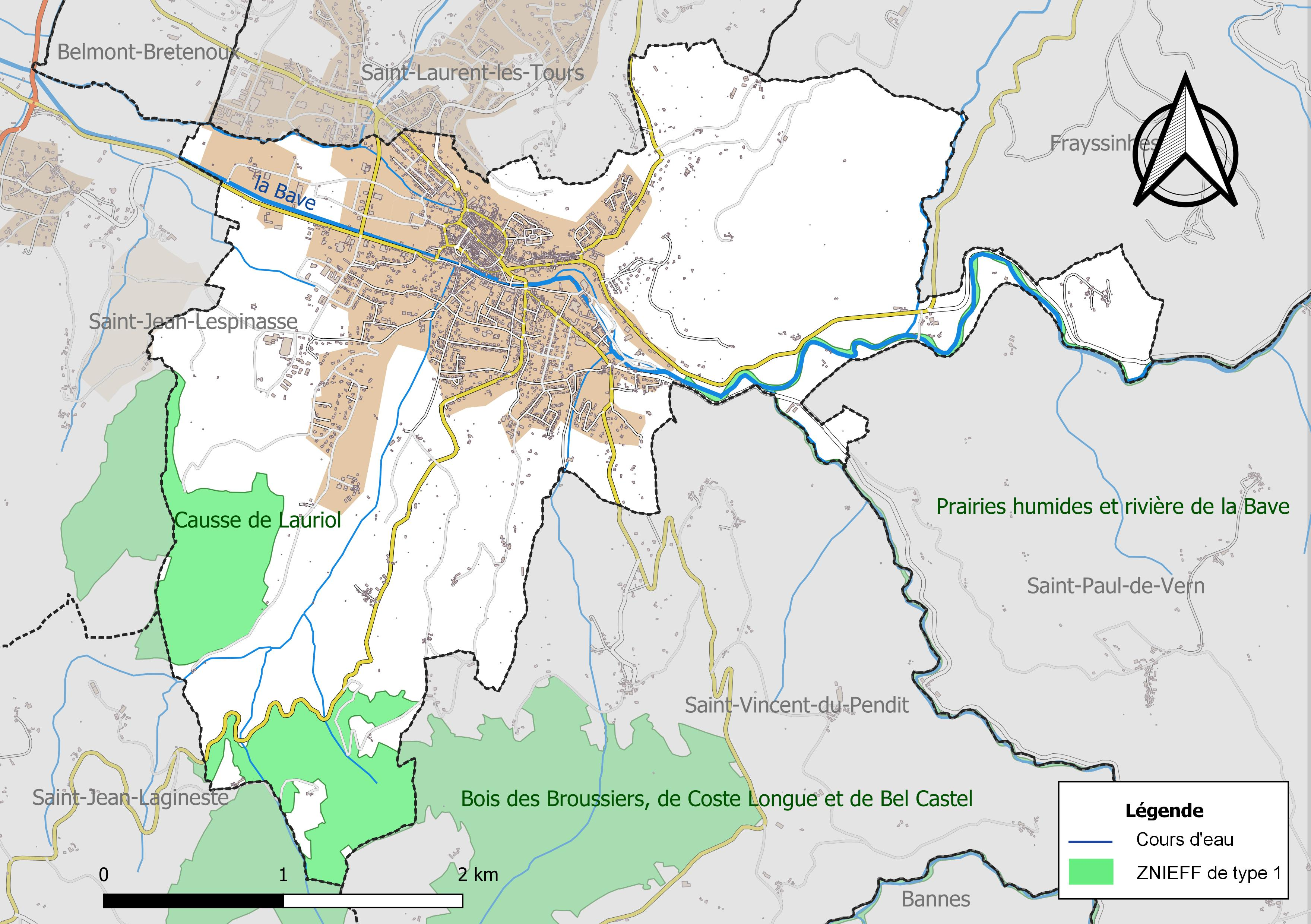
Carte des ZNIEFF de type 1 sur la commune.
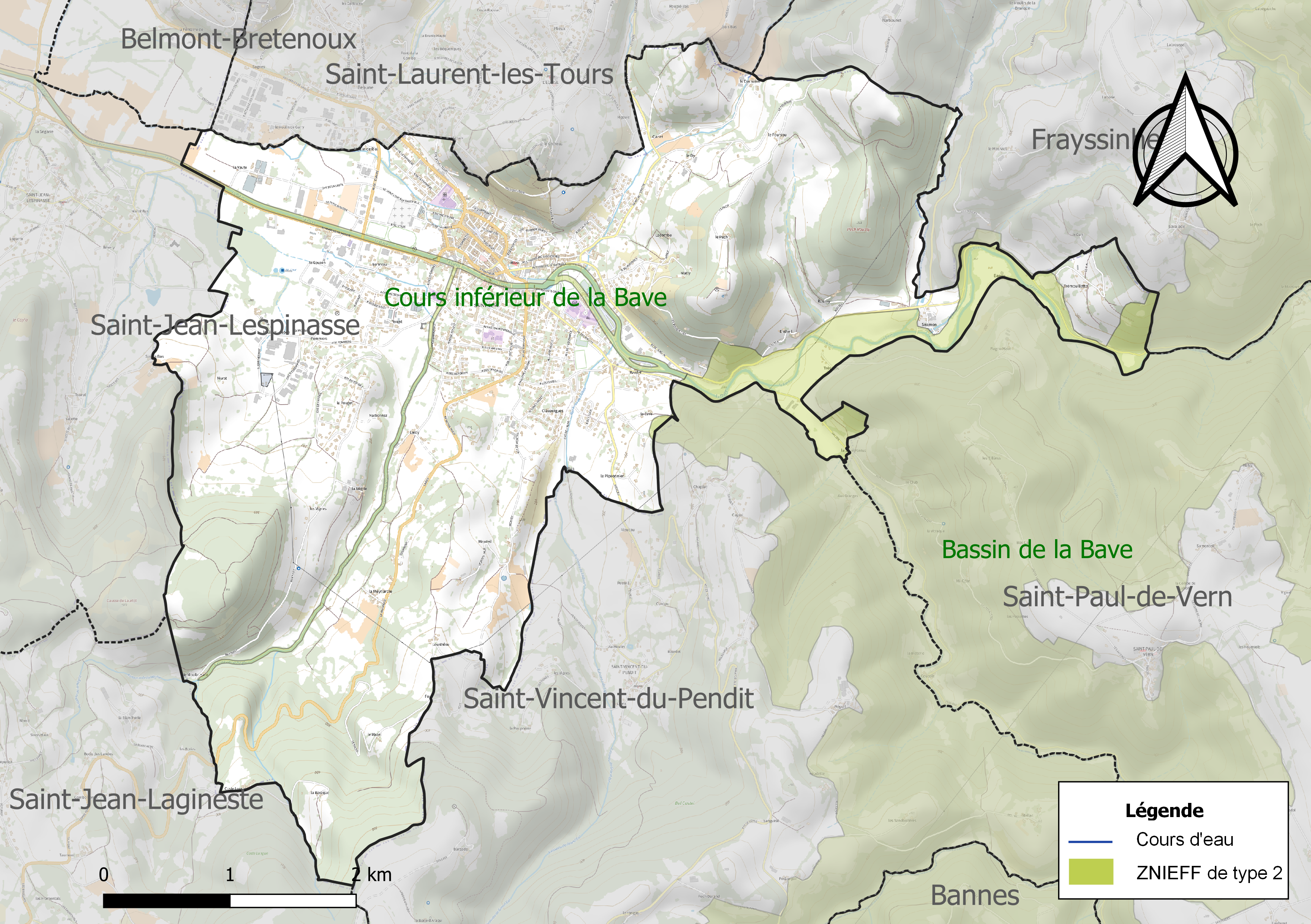
Carte des ZNIEFF de type 2 sur la commune.

## Urbanisme

### Typologie
Au 1er janvier 2024, Saint-Céré est catégorisée bourg rural, selon la nouvelle grille communale de densité à sept niveaux définie par l'Insee en 2022.
Elle appartient à l'unité urbaine de Saint-Céré, une agglomération intra-départementale regroupant trois communes, dont elle est ville-centre,,. Par ailleurs la commune fait partie de l'aire d'attraction de Biars-sur-Cère - Saint-Céré, dont elle est une commune d'un pôle secondaire,. Cette aire, qui regroupe 49 communes, est catégorisée dans les aires de moins de 50 000 habitants,.

### Occupation des sols
L'occupation des sols de la commune, telle qu'elle ressort de la base de données européenne d’occupation biophysique des sols Corine Land Cover (CLC), est marquée par l'importance des territoires agricoles (48,3 % en 2018), en diminution par rapport à 1990 (55,1 %). La répartition détaillée en 2018 est la suivante : 
prairies (35,4 %), forêts (27,5 %), zones urbanisées (20,7 %), zones agricoles hétérogènes (12,9 %), zones industrielles ou commerciales et réseaux de communication (2,9 %), milieux à végétation arbustive et/ou herbacée (0,5 %). L'évolution de l’occupation des sols de la commune et de ses infrastructures peut être observée sur les différentes représentations cartographiques du territoire : la carte de Cassini (XVIIIe siècle), la carte d'état-major (1820-1866) et les cartes ou photos aériennes de l'IGN pour la période actuelle (1950 à aujourd'hui).

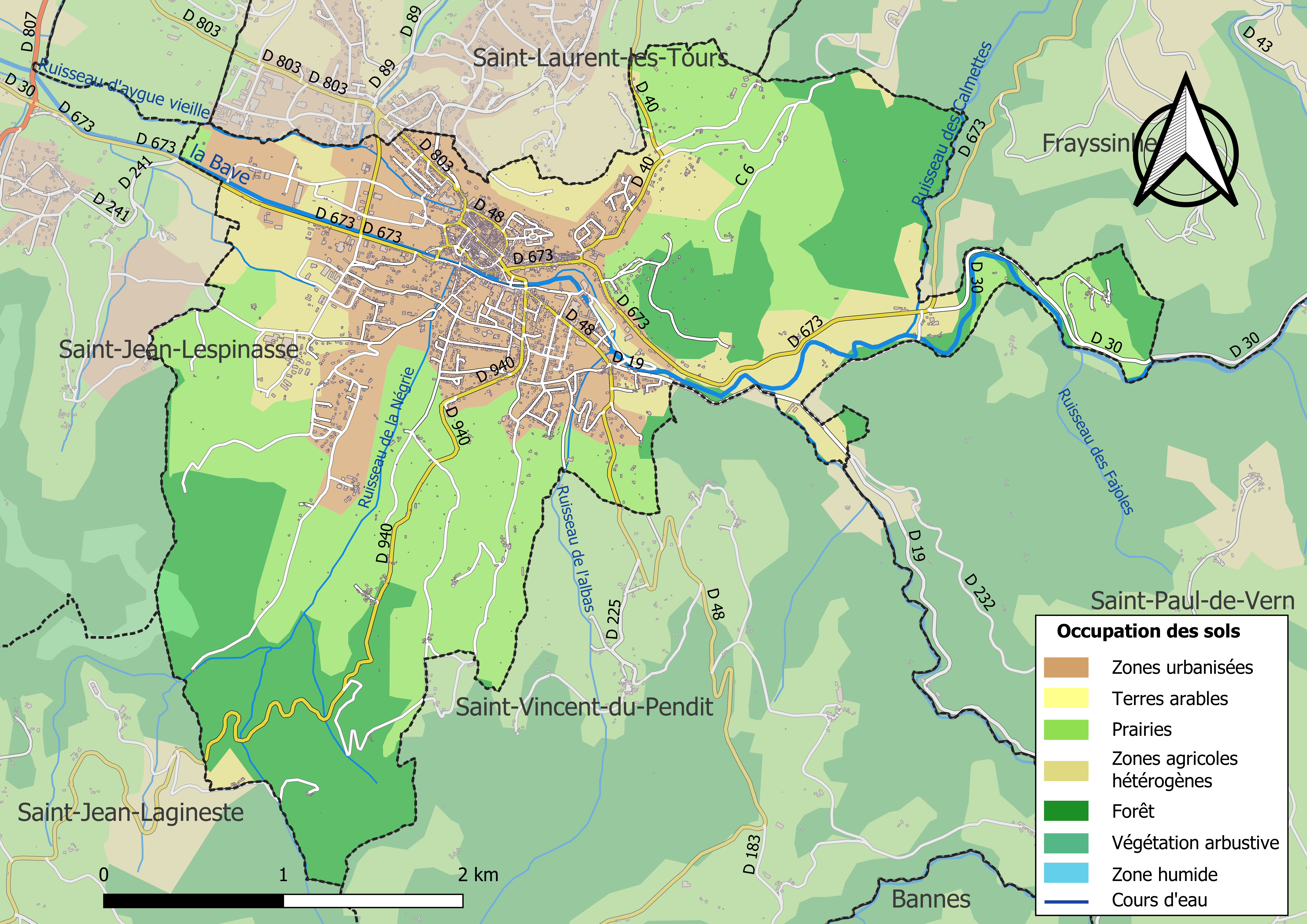
Carte des infrastructures et de l'occupation des sols de la commune en 2018 (CLC).

### Risques majeurs
Le territoire de la commune de Saint-Céré est vulnérable à différents aléas naturels : météorologiques (tempête, orage, neige, grand froid, canicule ou sécheresse), inondations, feux de forêts, mouvements de terrains et séisme (sismicité très faible). Il est également exposé à un risque particulier : le risque de radon. Un site publié par le BRGM permet d'évaluer simplement et rapidement les risques d'un bien localisé soit par son adresse soit par le numéro de sa parcelle.

#### Risques naturels
Certaines parties du territoire communal sont susceptibles d’être affectées par le risque d’inondation par débordement de cours d'eau, notamment la Bave. La cartographie des zones inondables en ex-Midi-Pyrénées réalisée dans le cadre du XIe Contrat de plan État-région, visant à informer les citoyens et les décideurs sur le risque d’inondation, est accessible sur le site de la DREAL Occitanie. La commune a été reconnue en état de catastrophe naturelle au titre des dommages causés par les inondations et coulées de boue survenues en 1982, 1994, 1999, 2000 et 2010,.
Saint-Céré est exposée au risque de feu de forêt. Un plan départemental de protection des forêts contre les incendies a été approuvé par arrêté préfectoral le 30 novembre 2015 pour la période 2015-2025. Les propriétaires doivent ainsi couper les broussailles, les arbustes et les branches basses sur une profondeur de 50 mètres, aux abords des constructions, chantiers, travaux et installations de toute nature, situées à moins de 200 mètres de terrains en nature
de bois, forêts, plantations, reboisements, landes ou friches. Le brûlage des déchets issus de l’entretien des parcs et jardins des ménages et des collectivités est interdit. L’écobuage est également interdit, ainsi que les feux de type méchouis et barbecues, à l’exception de ceux prévus dans des installations fixes (non situées sous couvert d'arbres) constituant une dépendance d'habitation.

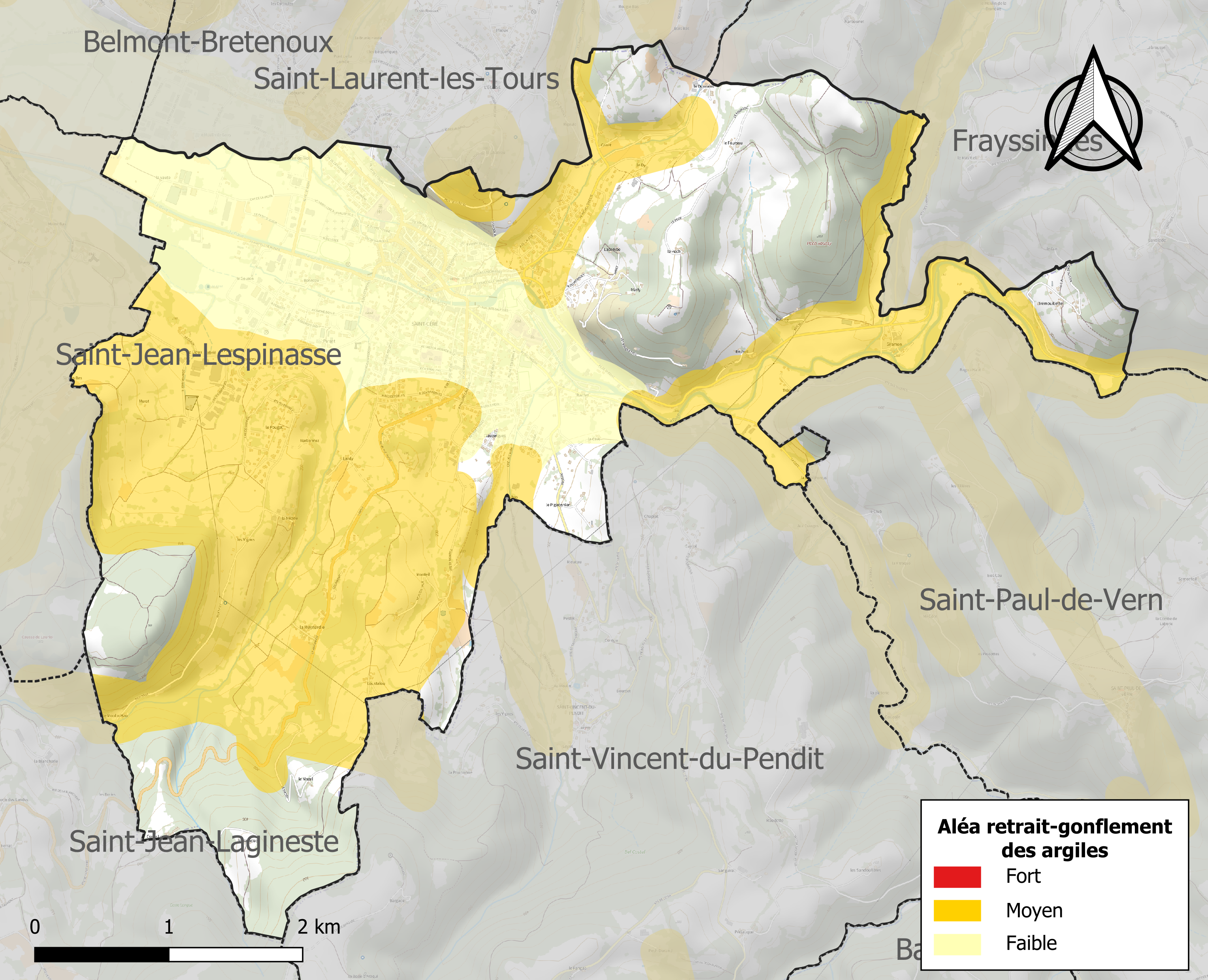
Carte des zones d'aléa retrait-gonflement des sols argileux de Saint-Céré.

Les mouvements de terrains susceptibles de se produire sur la commune sont des affaissements et effondrements liés aux cavités souterraines (hors mines), des éboulements, chutes de pierres et de blocs et des glissements de terrain. Par ailleurs, afin de mieux appréhender le risque d’affaissement de terrain, l'inventaire national des cavités souterraines permet de localiser celles situées sur la commune.
Le retrait-gonflement des sols argileux est susceptible d'engendrer des dommages importants aux bâtiments en cas d’alternance de périodes de sécheresse et de pluie. 47,2 % de la superficie communale est en aléa moyen ou fort (67,7 % au niveau départemental et 48,5 % au niveau national). Sur les 1 567 bâtiments dénombrés sur la commune en 2019, 376 sont en aléa moyen ou fort, soit 24 %, à comparer aux 72 % au niveau départemental et 54 % au niveau national. Une cartographie de l'exposition du territoire national au retrait gonflement des sols argileux est disponible sur le site du BRGM,.
Par ailleurs, afin de mieux appréhender le risque d’affaissement de terrain, l'inventaire national des cavités souterraines permet de localiser celles situées sur la commune.
Concernant les mouvements de terrains, la commune a été reconnue en état de catastrophe naturelle au titre des dommages causés par la sécheresse en 1989 et 2017 et par des mouvements de terrain en 1999.

#### Risque particulier
Dans plusieurs parties du territoire national, le radon, accumulé dans certains logements ou autres locaux, peut constituer une source significative d’exposition de la population aux rayonnements ionisants. Certaines communes du département sont concernées par le risque radon à un niveau plus ou moins élevé. Selon la classification de 2018, la commune de Saint-Céré est classée en zone 2, à savoir zone à potentiel radon faible mais sur lesquelles des facteurs géologiques particuliers peuvent faciliter le transfert du radon vers les bâtiments.

## Toponymie
Le toponyme Saint-Céré est basé sur l'hagiotoponyme chrétien Serenus.
Durant la Révolution, la commune porte le nom de Franc-Céré et Sen Céré (ou Seu-Céré).
En occitan, le nom de la commune est Sant Seren.

## Histoire
L'origine de Saint-Céré remonte à sainte Spérie, née en 740, et morte martyre en l'an 760. Son corps fut enterré dans une forêt, où plus tard fut bâtie une chapelle dotée d'une crypte, pour protéger son tombeau. Cette chapelle fut remplacée au XIe siècle  par une église romane, le village s'est constitué autour.
Sur les hauteurs de Saint-Laurent-les-Tours fut construit dès le haut Moyen Âge un castrum, transformé aux XIIe et XIVe siècles, puis abandonné vers le XVIIe siècle, et qui donne son nom au village constitué à ses pieds[réf. nécessaire].
Saint-Céré était une place forte de la vicomté de Turenne.
Un inventeur du nom d'Antoine Lauricesque est né à Saint-Céré, il y est mort le 13 avril 1710. Il a été l'inventeur de grand nombre de machines dont la plus connue celle du levier à rocher. Il fut très souvent demandé par le Roi Soleil et d'autres personnes mais il n'aimait guère l'honneur et préférait rester caché dans une impasse qui porte maintenant son nom. Il accepta toutefois de montrer son invention du levier à rocher au Roi Soleil, qui lui donna le titre d'Antoine Lauricesque sieur de Lagarouste. Mais plus tard ses rhumatismes le contraignirent à l'immobilité, et c'est presque ruiné qu'il quitta ce monde.
Saint-Céré fut chef-lieu de district de 1790 à 1795.
Y est né Alexandre César de La Panouse.
Saint-Céré a aussi connu un grand inventeur du nom de Charles Bourseul, né à Bruxelles le 28 avril 1829 et décédé le 23 novembre 1912 à Saint-Céré. En 1854, il présente un appareil pour converser à distance, le téléphone, mais son rapport n'est pas pris au sérieux par ses supérieurs qui le renvoient et lui conseillent de se consacrer totalement à son travail de télégraphiste.

Différentes vues de Saint-Céré à la fin du XIXe siècle
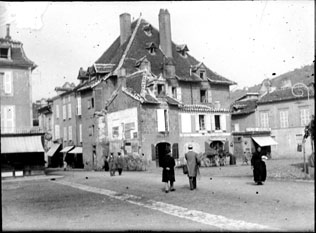
Vieille maison à l'angle de l'avenue de la République, octobre 1898.
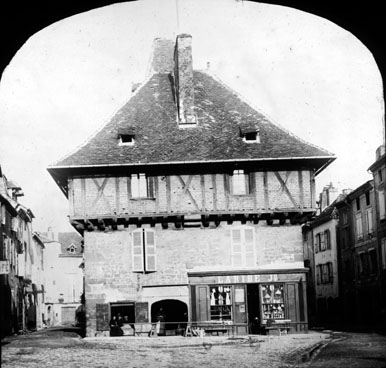
la Maison des Consuls.
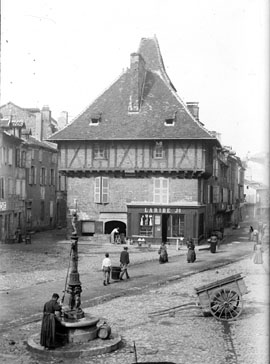
La Maison des Consuls, octobre 1898.
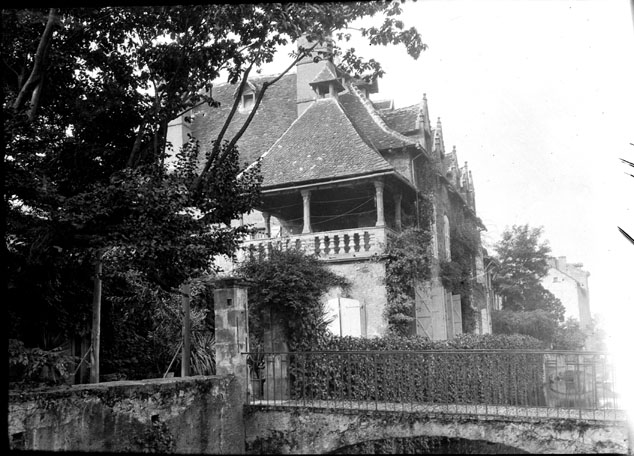
Maison dite de Louis XIII, avec sa logia et sa passerelle enjambant le bras nord de la bave, aujourd'hui sous la route.
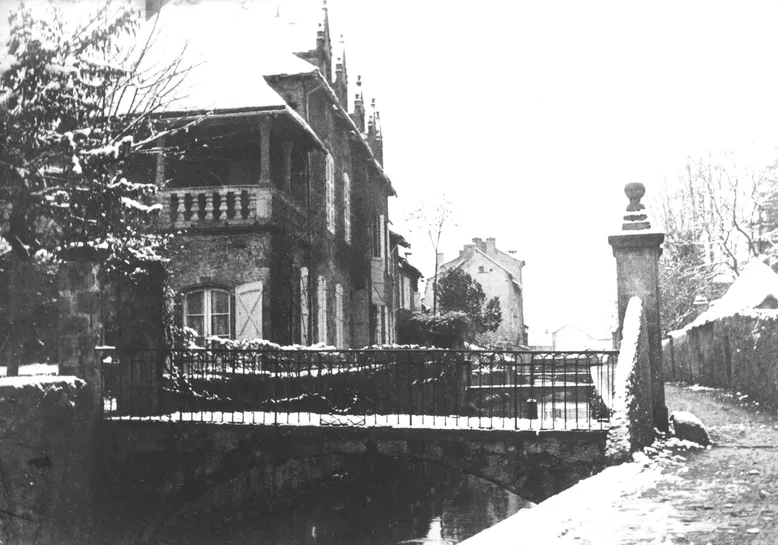
Le bras nord de la bave sous la neige.
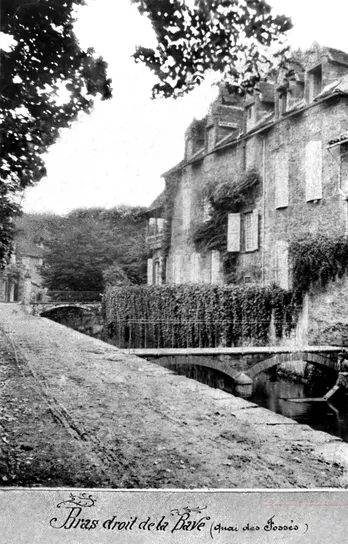
Maison Louis XIII.
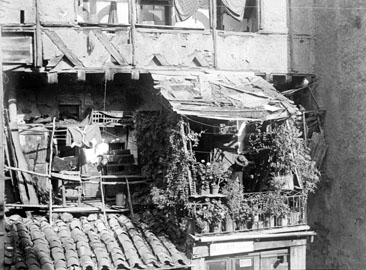
Instant de vie à Saint-Céré, octobre 1898.
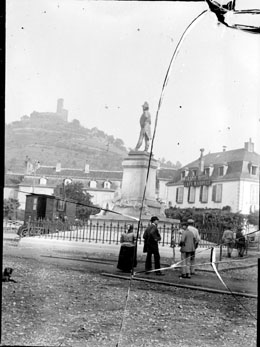
Statue du Maréchal Canrobert, octobre 1898.
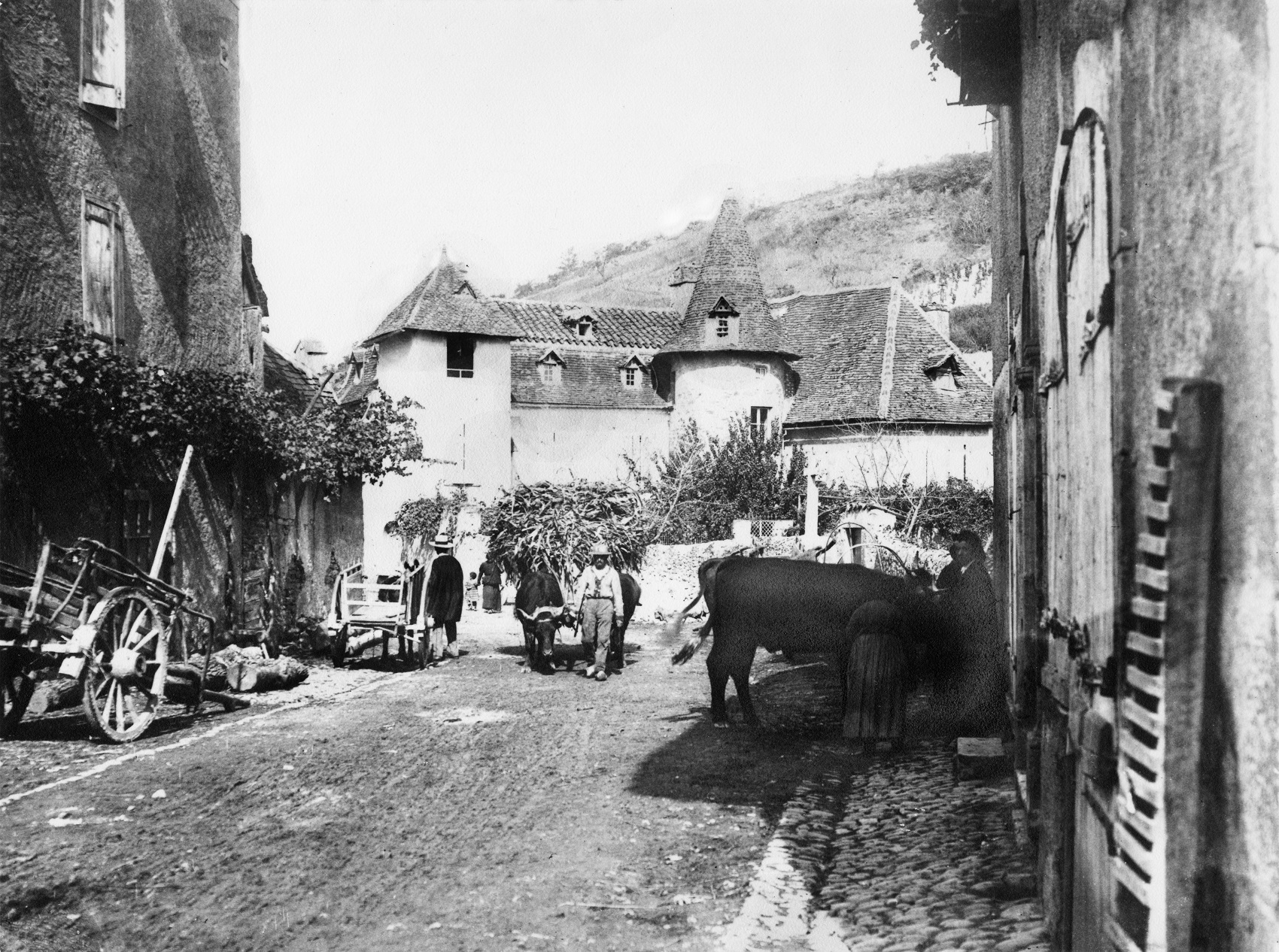
Emplacement de l'actuel théâtre de l'Usine.
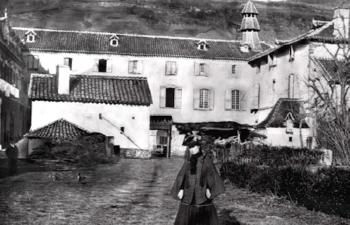
Hôpital Saint-Jacques.
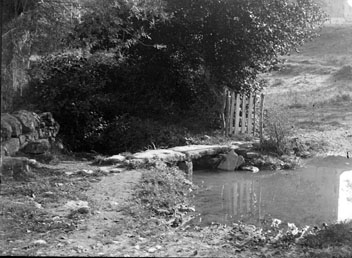
Un petit pont au Château de Montal, octobre 1898.

### Seconde Guerre mondiale
Le 11 mai 1944, la ville de Saint-Céré est envahie par les soldats de la 2e division SS Das Reich qui recherchent des maquisards. Les hommes sont interrogés. Le pharmacien Dufour et M. Lavergne sont conduits au PC allemand dans une salle de l'hôtel de Paris. Ils sont battus et menacés mais ne donnent aucune information, ils sont conduits vers le cadavre du jeune Nanou tué à la Maynardie. Les agriculteurs sont relâchés vers midi, puis tous les autres hommes vers 17 heures. Seuls Dufour et Lavergne sont conduits par autobus au camp de Caylus, puis le 14 mai, ils rejoignent les 800 personnes raflées à Figeac dans le manège de l'ancien quartier de cavalerie à Montauban. Lavergne est relâché à son arrivée. Dufour subit le sort de ceux qualifiés de « terroristes », mais le 4 juin 1944 il parvient à sauter du train qui le conduit du camp de Compiègne vers les camps de concentration nazis.
Le 8 juin 1944 vers 16 heures, les Waffen-SS occupent à nouveau la ville. Après inspection du contenu du coffre de leur voiture, trois personnes sont fusillées. Au même moment, un camion avec des armes cachées sous un chargement de pommes de terre est fouillé près de l'hôpital, ses trois occupants sont passés par les armes. L'une des victimes est Louis Pélissier, importante personnalité de la Résistance dans le Sud-Ouest.

## Politique et administration

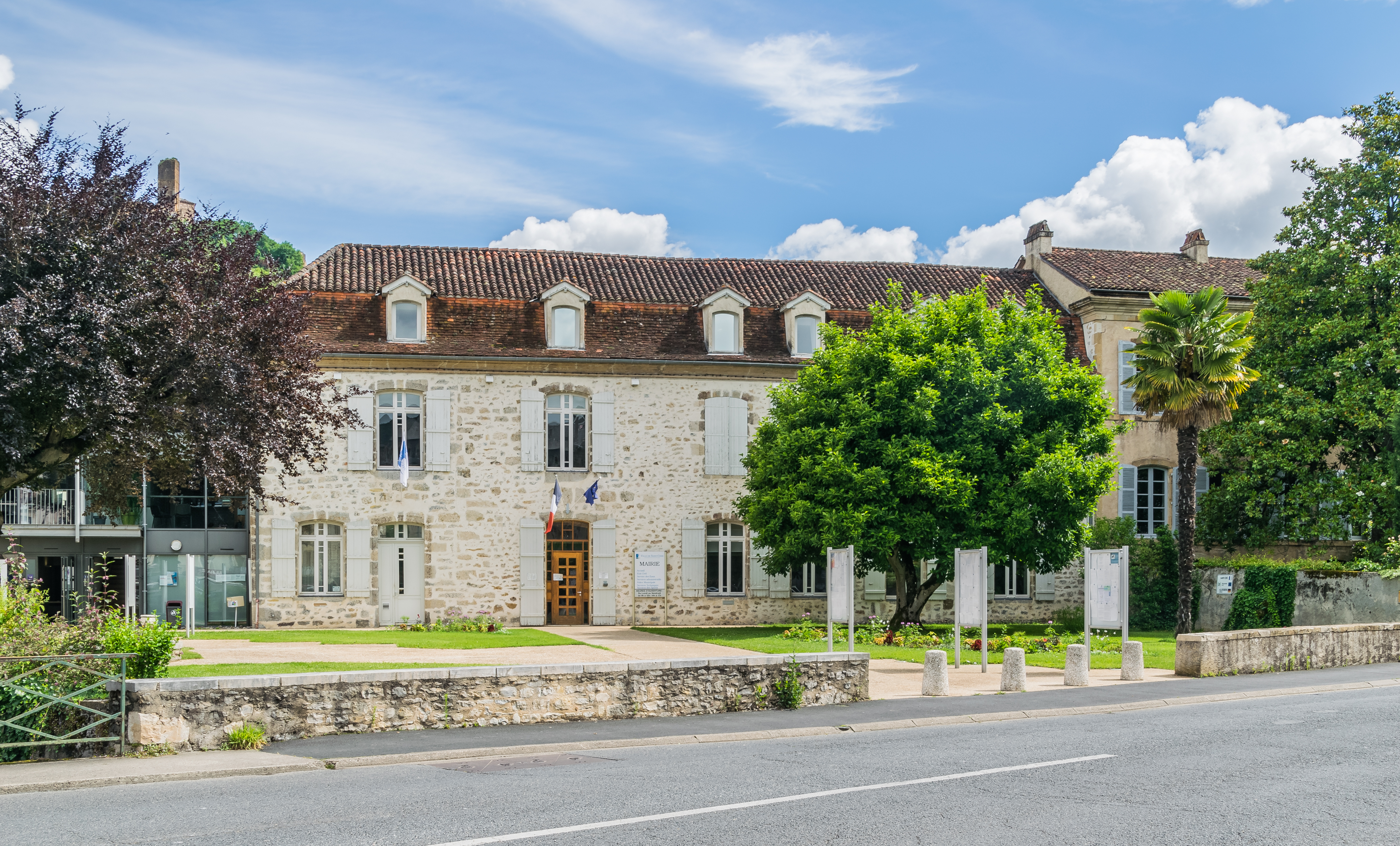
Mairie de Saint-Céré

### Administration municipale
Le nombre d'habitants au recensement de 2011 étant compris entre 3 500 habitants et 4 999 habitants au dernier recensement, le nombre de membres du conseil municipal est de vingt sept,.

### Rattachements administratifs et électoraux
Commune faisant partie de l'arrondissement de Figeac de la communauté de communes Causses et Vallée de la Dordogne et du canton de Saint-Céré.

### Liste des maires
| Période                                  | Période                   | Identité           | Étiquette | Qualité |
| ---------------------------------------- | ------------------------- | ------------------ | --------- | --- |
| Les données manquantes sont à compléter. |                           |                    |           | |
|                                          | mai 1964 (décès)          | Auguste Salesses   | Rad.      | Brasseur Conseiller général (1951-1964)                                                                             |
| juillet 1964                             | 1971                      | Gaston Monnerville | Rad.      | Avocat Sénateur du Lot (1948-1974)                                                                                  |
| Les données manquantes sont à compléter. |                           |                    |           | |
| mars 1983                                | juin 1995                 | André Boyer        | PRG       | Radiologue Sénateur du Lot (1988-2008) Conseiller général (1982-2008) Vice-président du conseil général (1985-1992) |
| juin 1995                                | mai 2020                  | Pierre Destic      | DVD       | Ancien PDG de la SERMATI Conseiller général (2008-2015)                                                             |
| mai 2020                                 | En cours (au 25 mai 2020) | Dominique Bizat    | PS        | Pharmacienne Conseillère départementale (depuis 2015)                                                               |

### Jumelages
Saint-Céré est jumelée avec la commune allemande Allersberg depuis 1985.

## Population et société

### Démographie
L'évolution du nombre d'habitants est connue à travers les recensements de la population effectués dans la commune depuis 1793. Pour les communes de moins de 10 000 habitants, une enquête de recensement portant sur toute la population est réalisée tous les cinq ans, les populations de référence des années intermédiaires étant quant à elles estimées par interpolation ou extrapolation. Pour la commune, le premier recensement exhaustif entrant dans le cadre du nouveau dispositif a été réalisé en 2006.

En 2022, la commune comptait 3 449 habitants, en stagnation par rapport à 2016 (Lot : +1,31 %, France hors Mayotte : +2,11 %).
| 1793  | 1800  | 1806  | 1821  | 1831  | 1836  | 1841  | 1846  | 1851  |
| ----- | ----- | ----- | ----- | ----- | ----- | ----- | ----- | ----- |
| 3 709 | 3 798 | 3 976 | 3 817 | 3 987 | 4 064 | 3 902 | 4 112 | 4 406 |

| 1856  | 1861  | 1866  | 1872  | 1876  | 1881  | 1886  | 1891  | 1896  |
| ----- | ----- | ----- | ----- | ----- | ----- | ----- | ----- | ----- |
| 4 284 | 4 302 | 4 303 | 4 161 | 4 027 | 4 240 | 3 696 | 3 552 | 3 383 |

| 1901  | 1906  | 1911  | 1921  | 1926  | 1931  | 1936  | 1946  | 1954  |
| ----- | ----- | ----- | ----- | ----- | ----- | ----- | ----- | ----- |
| 3 273 | 3 261 | 3 184 | 2 905 | 2 922 | 2 959 | 3 141 | 3 057 | 3 196 |

| 1962  | 1968  | 1975  | 1982  | 1990  | 1999  | 2006  | 2011  | 2016  |
| ----- | ----- | ----- | ----- | ----- | ----- | ----- | ----- | ----- |
| 3 531 | 3 926 | 4 089 | 4 056 | 3 760 | 3 515 | 3 540 | 3 526 | 3 449 |

| 2021  | 2022  | - | - | - | - | - | - | - |
| ----- | ----- | - | - | - | - | - | - | - |
| 3 438 | 3 449 | - | - | - | - | - | - | - |

| selon la population municipale des années : | 1968 | 1975 | 1982 | 1990 | 1999 | 2006 | 2009 | 2013 |
| Rang de la commune dans le département      | 4    | 4    | 4    | 4    | 6    | 5    | 5    | 5    |
| Nombre de communes du département           | 340  | 340  | 340  | 340  | 340  | 340  | 340  | 340  |

Voir aussi l'unité urbaine de Saint-Céré.

### Enseignement
- École Sainte-Anne, maternelle et primaire, deux classes. fermé en 2019.
- École maternelle Gaston-Monnerville.
- École Soulhol, primaire, 11 classes dont une CLIS.
- École Calandreta l'Esquirol, école associative occitane sous contrat avec l'Etat, pour enfants de 3 à 10 ans[46] ;
- Collège Jean-Lurçat, 21 classes.
- Lycée Jean-Lurçat.

### Manifestations culturelles et festivités
- Festival autogéré des Césarines-Pleine Lune[47] : festival de musique rock fondé à l'été 1979, suivi de plusieurs années de succès.
- Festival de Saint-Céré, chaque année en juillet-août : festival de musique et d'opéra fondé en 1980[48],[49],[50].
- Casino de Saint-Céré : Fermé depuis septembre 2014. Anciennement galerie d'art, avec exposition permanente d'œuvres de Jean Lurçat (tapisseries, céramiques).
- Marché des Potiers de Saint-Céré[51] : Chaque année début août exposent 35 céramistes et potiers.

### Santé
- Centre hospitalier.

### Sports
Équipe de rugby à XV : Saint-Céré Sports, évoluant en championnat de France Honneur.

## Économie

### Revenus
En 2018, la commune compte 1 788 ménages fiscaux, regroupant 3 388 personnes. La médiane du revenu disponible par unité de consommation est de 19 930 € (20 740 € dans le département). 43 % des ménages fiscaux sont imposés (44,9 % dans le département).

### Emploi
|                | 2008  | 2013   | 2018   |
| -------------- | ----- | ------ | ------ |
| Commune        | 8,8 % | 10,2 % | 10,3 % |
| Département    | 7,3 % | 8,9 %  | 9,6 %  |
| France entière | 8,3 % | 10 %   | 10 %   |

En 2018, la population âgée de 15 à 64 ans s'élève à 1 867 personnes, parmi lesquelles on compte 75,4 % d'actifs (65,2 % ayant un emploi et 10,3 % de chômeurs) et 24,6 % d'inactifs,. Depuis 2008, le taux de chômage communal (au sens du recensement) des 15-64 ans est supérieur à celui de la France et du département.
La commune fait partie d'un pôle secondaire de l'aire d'attraction de Biars-sur-Cère - Saint-Céré,. Elle compte 2 161 emplois en 2018, contre 2 043 en 2013 et 2 086 en 2008. Le nombre d'actifs ayant un emploi résidant dans la commune est de 1 252, soit un indicateur de concentration d'emploi de 172,6 % et un taux d'activité parmi les 15 ans ou plus de 47,5 %.
Sur ces 1 252 actifs de 15 ans ou plus ayant un emploi, 684 travaillent dans la commune, soit 55 % des habitants. Pour se rendre au travail, 74,3 % des habitants utilisent un véhicule personnel ou de fonction à quatre roues, 0,7 % les transports en commun, 19,9 % s'y rendent en deux-roues, à vélo ou à pied et 5 % n'ont pas besoin de transport (travail au domicile).

### Activités hors agriculture

#### Secteurs d'activités
418 établissements sont implantés  à Saint-Céré au 31 décembre 2019. Le tableau ci-dessous en détaille le nombre par secteur d'activité et compare les ratios avec ceux du département,.
| Secteur d'activité                                                                                        | Commune | Commune | Département |
| Secteur d'activité                                                                                        | Nombre  | %       | %           |
| --- | ------- | ------- | ----------- |
| Ensemble                                                                                                  | 418     | 100 %   | (100 %)     |
| Industrie manufacturière, industries extractives et autres                                                | 37      | 8,9 %   | (14 %)      |
| Construction                                                                                              | 32      | 7,7 %   | (13,9 %)    |
| Commerce de gros et de détail, transports, hébergement et restauration                                    | 149     | 35,6 %  | (29,9 %)    |
| Information et communication                                                                              | 5       | 1,2 %   | (1,8 %)     |
| Activités financières et d'assurance                                                                      | 12      | 2,9 %   | (2,8 %)     |
| Activités immobilières                                                                                    | 21      | 5 %     | (3,5 %)     |
| Activités spécialisées, scientifiques et techniques et activités de services administratifs et de soutien | 52      | 12,4 %  | (13,5 %)    |
| Administration publique, enseignement, santé humaine et action sociale                                    | 79      | 18,9 %  | (12 %)      |
| Autres activités de services                                                                              | 31      | 7,4 %   | (8,7 %)     |

Le secteur du commerce de gros et de détail, des transports, de l'hébergement et de la restauration est prépondérant sur la commune puisqu'il représente 35,6 % du nombre total d'établissements de la commune (149 sur les 418 entreprises implantées  à Saint-Céré), contre 29,9 % au niveau départemental.

#### Entreprises et commerces
Les cinq entreprises ayant leur siège social sur le territoire communal qui génèrent le plus de chiffre d'affaires en 2020 sont : 
- Rgi France, fabrication de machines-outils pour le travail des métaux (3 415 k€)
- Ugolo, supermarchés (2 872 k€)
- TPJ, travaux de terrassement courants et travaux préparatoires (2 193 k€)
- FGD, mécanique industrielle (1 242 k€)
- EURL Francois Moles, commerce de détail de matériels de télécommunication en magasin spécialisé (946 k€)

- Saint-Céré, ville de commerce et de professions libérales, de services, est caractérisée par le dynamisme qui y règne. La rue de la République accueille de nombreux commerces.
- Sermati : Usine d'étude et réalisation d'outillages d'assemblage, notamment pour les industries aéronautique et la défense Française.
- Tourisme.

### Agriculture
La commune est dans le Limargue, une petite région agricole occupant la frange est du département du Lot. En 2020, l'orientation technico-économique de l'agriculture sur la commune est la combinaisons de granivores (porcins, volailles).
|               | 1988 | 2000 | 2010 | 2020 |
| ------------- | ---- | ---- | ---- | ---- |
| Exploitations | 51   | 45   | 26   | 16   |
| SAU (ha)      | 676  | 573  | 579  | 355  |

Le nombre d'exploitations agricoles en activité et ayant leur siège dans la commune est passé de 51 lors du recensement agricole de 1988 à 45 en 2000 puis à 26 en 2010 et enfin à 16 en 2020, soit une baisse de 69 % en 32 ans. Le même mouvement est observé à l'échelle du département qui a perdu pendant cette période 60 % de ses exploitations,. La surface agricole utilisée sur la commune a également diminué, passant de 676 ha en 1988 à 355 ha en 2020. Parallèlement la surface agricole utilisée moyenne par exploitation a augmenté, passant de 13 à 22 ha.

## Culture locale et patrimoine

### Lieux et monuments

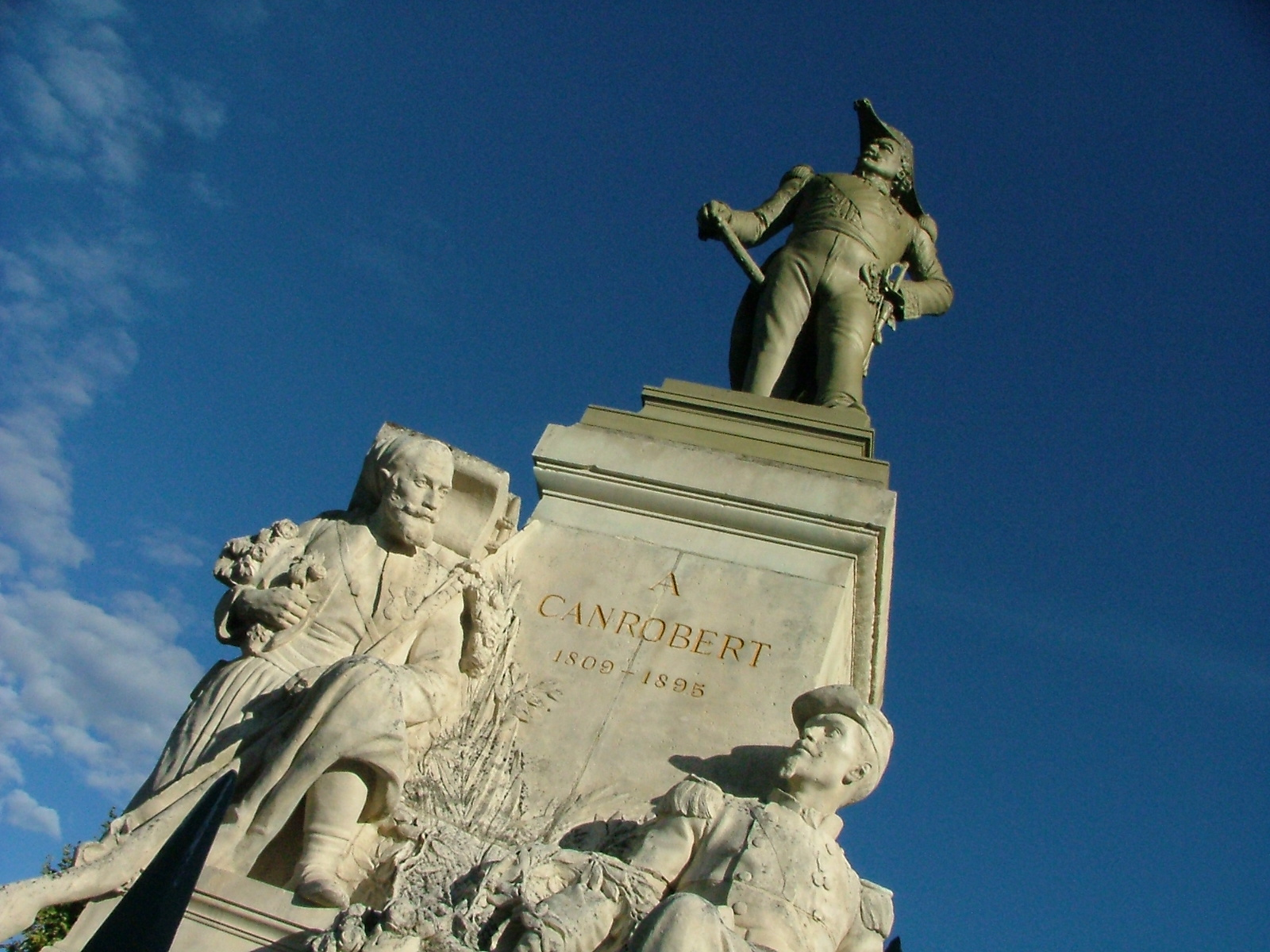
Statue du maréchal Canrobert.

- La place du Mercadial, sa fontaine et la maison des Consuls du XVe siècle, classée monument historique en 1991[57].
- L'hôtel de Puymule, du XVe siècle, inscrit monument historique en 1929[58].
- L'hôtel de Miramon[59].
- La maison consulaire[60].
- Plusieurs maisons à pans de bois.
- Église Sainte-Spérie, datant du Xe siècle, inscrite monument historique en 1979[61]. Plusieurs objets sont référencés dans la base Palissy[61].
- Église des Récollets, du XVIIe siècle, inscrite monument historique en 1973[62]. Plusieurs objets sont référencés dans la base Palissy[62].
- Statue du maréchal Canrobert.
- Statue de Charles Bourseul (1924) par Giovanni Pinotti Cipriani (également sculpteur du monument aux morts dans le square de la place de la République)
- Le château de Montal, du XIVe siècle, classé monument historique en 1909[63]. Il est situé sur la commune de Saint-Jean-Lespinasse, distante de deux kilomètres.

### Personnalités liées à la commune
- François Maynard (1582-1646), juriste et poète, membre de l'Académie française.
- Alexandre César de La Panouse (1764-1836), officier de marine, banquier et homme politique.
- Jean-Jacques Ambert (1765-1851), général des armées de la République et de l'Empire, né à Saint-Céré.
- Jean-Baptiste Paramelle (1790-1875), religieux et « hydroscope » a vécu et fut enterré à Saint-Céré.
- Pierre François de Saint-Priest (1801-1851) est un homme politique français.
- François Certain de Canrobert (1809-1895), maréchal du Second Empire. Un monument à son effigie se trouve sur la place de la République de la ville.

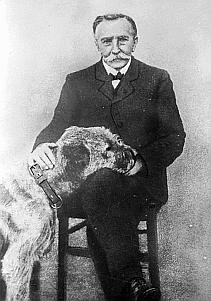
Charles Bourseul.

- Charles Bourseul (1829-1912), inventeur français du principe du téléphone. Une statue à son effigie est visible sur la place qui porte son nom.
- Anatole de Monzie (1876-1947), homme politique et écrivain.
- Pierre Benoit (1886-1962), romancier ; plusieurs fois en résidence à l'hôtel du Touring (place de la République), y a écrit quelques romans.
- Louis Gratias (1887-1967), professeur de lettres, critique littéraire, poète et romancier
- Jean Lurçat (1892-1966), artiste, peintre, créateur de tapisserie et de céramiques.
- Gaston Monnerville (1897-1991), ministre, président du Sénat, maire de Cayenne (Guyane) puis de Saint-Céré.
- René de Labarrière (1899-1948), premier soldat de l'ONU mort en mission.
- Pierre Poujade (1920-2003), commerçant et homme politique, a donné son nom au poujadisme.
- Peter Orlando, (1921-2009), artiste américain, céramiste et peintre, a vécu plus de 20 années à Saint-Céré.
- Hugues Souparis, chef d'entreprise né à Saint-Céré en 1955.
- Dominique Harize (1956-), joueur de rugby à XV.
- Marc Petit (1961), sculpteur né à Saint-Céré.
- Alain Ayroles (1968-), scénariste de bande-dessinée.
- Magloire, acteur, chroniqueur et animateur de télévision, né à Saint-Céré en 1969.
- Olivier Desbordes, metteur en scène et créateur du Festival lyrique de Saint-Céré.
- Fabrice Mignot (1985-), chef cuisinier et animateur, y est né.
- Louis de Verdal, sculpteur natif de Sousceyrac, y vit depuis 2000.

### Héraldique
| Blason | Blasonnement : D'azur à une tour d'argent semé de 7 croissants d'or. |